# Literaturoznawstwo
Literaturoznawstwo (także: nauka o literaturze, wiedza o literaturze) – dyscyplina humanistyczna, której przedmiotem zainteresowania jest literatura, a przede wszystkim analiza poszczególnych utworów literackich oraz rekonstruowanie historycznoliterackich procesów. W obrębie literaturoznawstwa formułuje się także ogólne teorie oraz metodologie badań literackich.
Tak szeroko rozumianą naukę o literaturze można podzielić na trzy zasadnicze działy:
- historię literatury,
- teorię,
- krytykę literacką[1].

Podstawowym kryterium takiego podziału jest różny sposób podejścia do utworu literackiego. Nie ma jednak pomiędzy nimi wyrazistych granic – często zdarza się, że te działy przenikają się wzajemnie i wspomagają, dostarczając sobie narzędzi badawczych. Np. historia korzysta z osiągnięć teorii, krytyka może posługiwać się narzędziami historycznymi i teoretycznymi, a teoria – historycznymi.
Podział ten ma charakter zmienny, związany jest bowiem ściśle z dominującą w określonej epoce koncepcją literatury. Historycznie najstarszą dziedziną literaturoznawstwa, bo mającą starożytny rodowód, jest poetyka – dzisiejszy dział teorii literatury. Nieco młodsza jest historia literatury, natomiast teoria powstała stosunkowo niedawno (jako przedmiot dydaktyki uniwersyteckiej pojawiła się w latach 60. XX wieku).
Charakterystyka krytyki literackiej jest ściśle uzależniona od kręgu językowego, w którym jest uprawiana. W krajach anglosaskich, przede wszystkim w Stanach Zjednoczonych, krytyka literacka jest utożsamiana ogólnie z literaturoznawstwem. Z kolei w Niemczech – podobnie jak w Polsce – ma ograniczony zakres działania; może jedynie komentować bieżące wydarzenia i dzieła literackie. W tak rozumianej krytyce dopuszcza się wypowiedzi emocjonalne, wartościujące oraz prezentowanie subiektywnej interpretacji dzieła.
Natomiast poetyka – jedna z najstarszych dziedzin literaturoznawstwa, obecnie funkcjonująca jako dział teorii literatury – zajmowała się niegdyś zagadnieniami historycznoliterackimi. W obrębie poetyki wyróżnia się poetykę historyczną i opisową (systematyczną), która z kolei dzieli się na genologię, stylistykę i wersyfikację.
Naukami pomocniczymi literaturoznawstwa, a w szczególności historii literatury, są bibliografia, księgoznawstwo (bibliologia) i tekstologia. W pracach badawczych wykorzystuje się także wiedzę z wielu innych dyscyplin humanistycznych, takich jak: historia, historia kultury, językoznawstwo, estetyka, antropologia kulturowa, filozofia, socjologia.